# 克罗帕乔沃
克罗帕乔沃（羅馬化：Kropachyovo）是俄罗斯车里雅宾斯克州的市级镇，为该州阿沙区唯一的一座市级镇。地处车里雅宾斯克州西部，位于区行政中心阿沙东、州府车里雅宾斯克西偏南方，东距车里雅宾斯克州与巴什科尔托斯坦共和国边界约1公里（通过公路）。
镇内设有同名铁路车站，位于乌法－车里雅宾斯克线上。连接州府与首都莫斯科的M5公路（乌拉尔公路）从该镇以南不远处经过。
该地2022年人口有4,121人；2010年人口5,018；2002年人口5,290；1989年人口5,602。